# Södra Finlands militärlän
Södra Finlands militärlän (finsk: Etelä-Suomen sotilaslääni) er et af hærens fire militære len indenfor Finlands försvarsmakt. Militærlenets stab er placeret i Helsingfors, og det har landskabet Nyland som sit område. Lenet er inddelt i tre regionale kontorer eller regionalbyråer, som de kaldes i Finland. 

## Regionalbureauer (Regionkontorer)
- Helsingfors Regionalbureau: Omfatter Hovedstadsregionen
- Östra Nylands Regionalbureau i Träskända: Omfatter Östra Nyland, Hyvinge, Träskända, Kervo, Mäntsälä, Nurmijärvi, Borgnäs og Tusby
- Nylands Regionalbureau i Dragsvik ved Raseborg: Omfatter Hangö, Raseborg, Ingå, Sjundeå, Kyrkslätt, Lojo, Karislojo og Nummi-Pusula